# Wildendürnbach
Wildendürnbach osztrák község Alsó-Ausztria Mistelbachi járásában. 2021 januárjában 1550 lakosa volt. 

## Elhelyezkedése

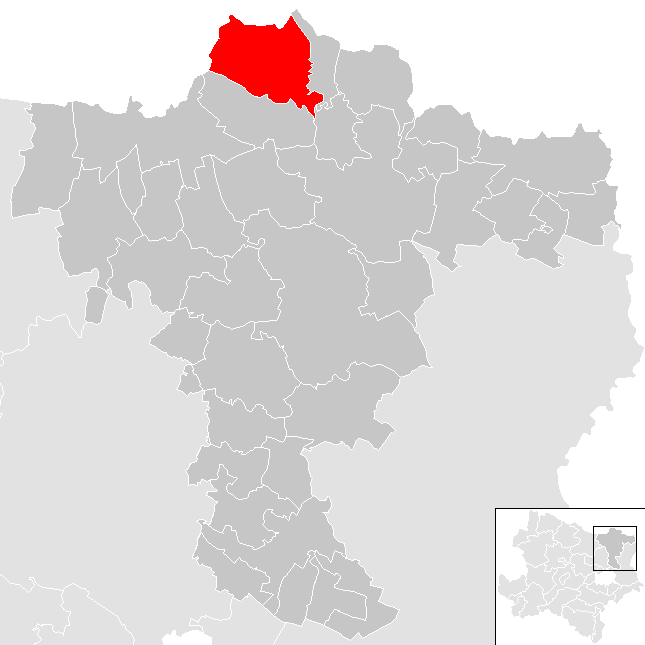
Wildendürnbach a Mistelbachi járásban

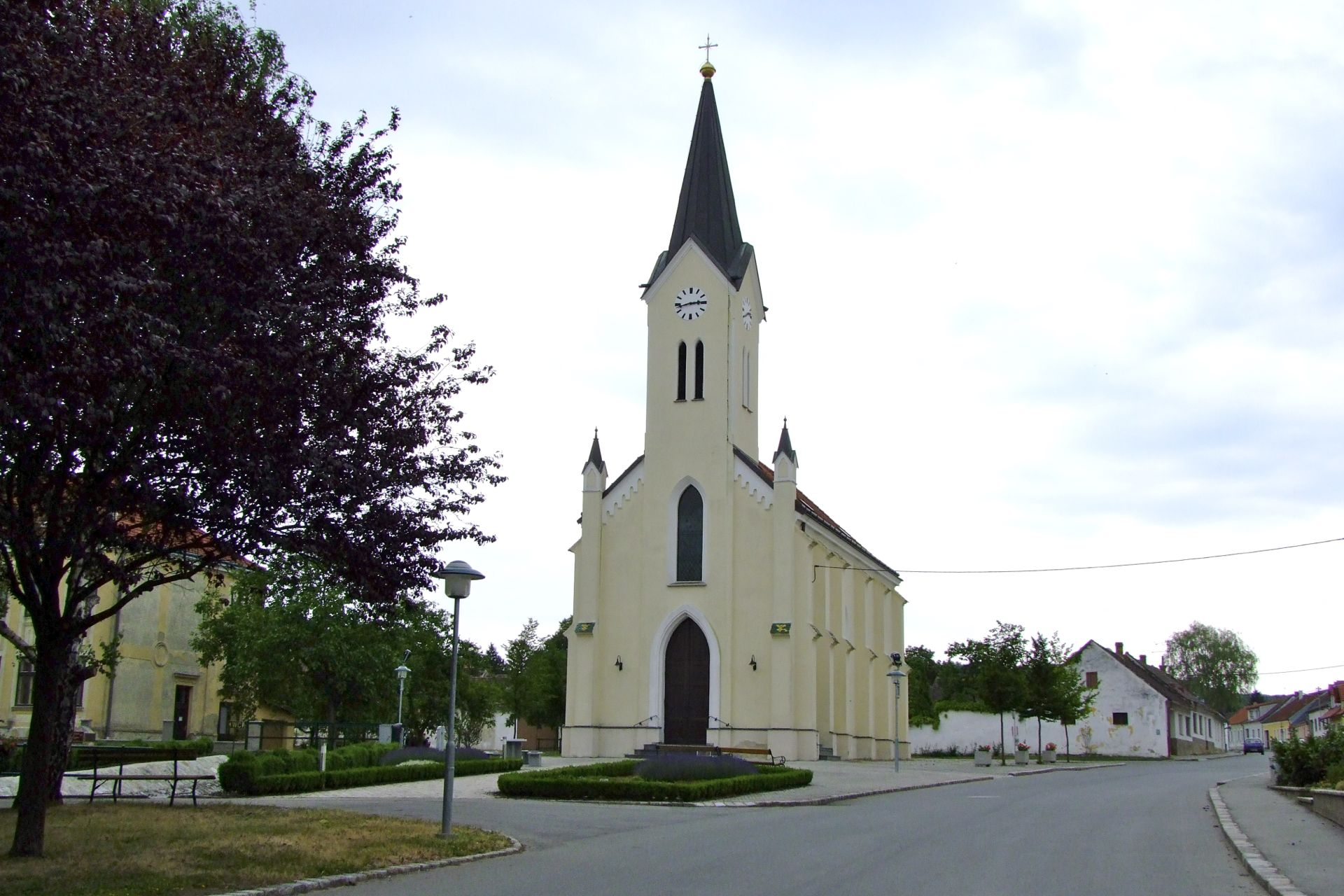
A neuruppersdorfi Szűz Mária-templom

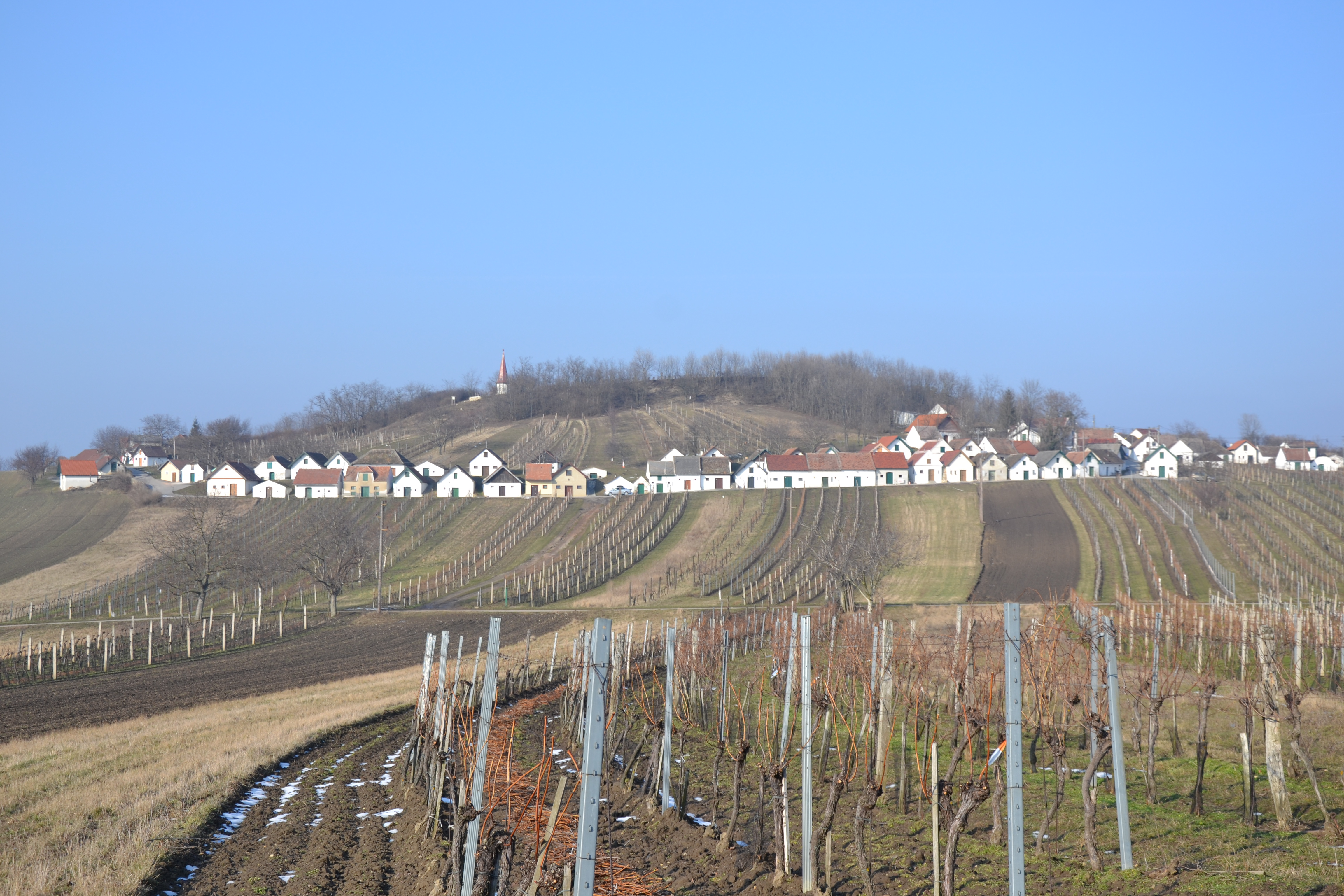
A Galgenberg pincesora

Wildendürnbach a tartomány Weinviertel régiójában fekszik a Weinvierteli-dombságon, a cseh határ mentén. Területének 12,4%-a erdő, 79,7% áll mezőgazdasági művelés alatt. Az önkormányzat 4 települést, illetve településrészt egyesít: Alt-Prerau (18 lakos 2021-ben), Neuruppersdorf (453), Pottenhofen (259) és Wildendürnbach (820).
A környező önkormányzatok: keletre Ottenthal, délkeletre Falkenstein, délre Neudorf im Weinviertel, nyugatra Hevlín, északnyugatra Hrabětice és Hrušovany nad Jevišovkou, északra Nový Přerov, északkeletre Dobré Pole (utóbbi öt Csehországban).

## Története
Wildendürnbachot 1000 körül alapították a Plain-Hardegg grófok. Írásban először 1267-ben említik. 
A második világháború végén a faluért heves harcok dúltak. 1945. április 20-án a légitámadásokban 50 házat ért találta, több épület megsemmisült. Április 21-én a német csapatok visszavonultak és a Vörös Hadsereg április 22-én elfoglalta Wildendürnbachot, de Pottenhofenben még egy hétig folytak az összecsapások, melyeknek több polgári áldozata is volt. 

## Lakosság
A wildendürnbachi önkormányzat területén 2020 januárjában 1550 fő élt. A lakosságszám 1939-ben érte el csúcspontját 2767 fővel, azóta csökkenő tendenciát mutat. 2018-ban az ittlakók 95%-a volt osztrák állampolgár; a külföldiek közül 0,8% a régi (2004 előtti), 2,7 az új EU-tagállamokból érkezett. 1,3% a volt Jugoszlávia (Szlovénia és Horvátország nélkül) vagy Törökország, 0,3% egyéb országok polgára volt. 2001-ben a lakosok 96%-a római katolikusnak, 1,6% mohamedánnak, 1,6% pedig felekezeten kívülinek vallotta magát. Ugyanekkor a legnagyobb nemzetiségi csoportokat a németek (94,9%) mellett a bosnyákok (1,4%) és a csehek (1,3%) alkották. 
A népesség változása:

| 2016 | 1 568 |
| 2018 | 1 574 |

## Látnivalók
- az 1971-ben épült Szt. Péter-plébániatemplom
- a pottenhofeni Szt. Flórián-plébániatemplom
- a neuruppersdorfi Szűz Mária-templom
- a Galgenberg szőlőhely pincesora. A középkorban a hegy tetején vesztőhely állt.
- a Mitterhof egybeépült kápolnája és csűrje

## Fordítás
- Ez a szócikk részben vagy egészben  a   Wildendürnbach című német Wikipédia-szócikk ezen változatának fordításán alapul.  Az eredeti cikk szerkesztőit annak laptörténete sorolja fel. Ez a jelzés csupán a megfogalmazás eredetét és a szerzői jogokat jelzi, nem szolgál a cikkben szereplő információk forrásmegjelöléseként.